# Żyworodność lecytotroficzna

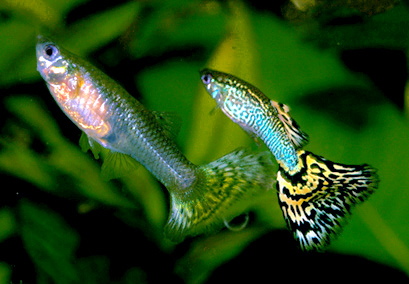
Gupik pawie oczko – najbardziej znana ryba jajożyworodna. Na zdjęciu para odmiany hodowlanej

Żyworodność lecytotroficzna, jajożyworodność (łac. ovoviviparia) – odmiana żyworodności polegająca na tym, że po zapłodnieniu wewnętrznym zarodki pozostają w błonach jajowych wewnątrz organizmu matki, odżywiają się żółtkiem i zachowują całkowitą autonomię podczas rozwoju. Młode uwalniają się z błon jajowych bezpośrednio przed złożeniem jaj, w trakcie lub zaraz po ich złożeniu przez samicę.
Termin jajożyworodność wprowadzony przez Borisa Balinsky’ego w 1975 był w kolejnych latach różnie definiowany przez biologów. Ostatecznie został wycofany z użycia, a ten typ rozrodu – spotykany u niektórych owadów, płazów, ryb i gadów – określa się jako żyworodność lecytotroficzną.